# Schwesnitz
Die Schwesnitz ist ein rechter Nebenfluss der Sächsischen Saale im Landkreis Hof in Oberfranken.

## Name
Der Name Schwesnitz, im Jahr 1470 „Schwirsitz“ genannt, leitet sich ab vom slawischen und altsorbischen Swistnica oder Swisnica und bedeutet pfeifen, flüstern bzw. rauschen.

## Geographie

### Verlauf
Die Schwesnitz beginnt in Rehau am Zusammenfluss von Perlenbach und Höllbach und fließt in einem Wiesental – immer begleitet vom letzten Abschnitt der Bahnstrecke Cheb–Oberkotzau – in westliche Richtung. Dabei passiert sie den Rehauer Ortsteil Wurlitz und das Naturschutzgebiet Wojaleite und erreicht schließlich in Oberkotzau die Saale. Der Fluss war namengebend für die Siedlung Schwandewitz, heute ein Teil von Oberkotzau.

### Zuflüsse
Hierarchische Liste der Zuflüsse, jeweils vom Ursprung zur Mündung. Auswahl.
- Perlenbach, linker Oberlauf
  - Lohbach, rechter Oberlauf
    - Dorfbach in Neuhausen, von rechts

  - Stockbach, linker Oberlauf
    - Lauterbach, von rechts

  - Reutersbach, von rechts
  - Reutersbächlein, von rechts
  - Bocksbach, von links
    - Tannigbach, von links
- Höllbach, rechter Oberlauf
  - Erlenbächlein, von rechts
  - Mähringsbach, von links
  - Löwitz, von rechts
- Potrasbach, von links
- Erlichbächlein, von rechts
- Ziegenbach, von rechts

## Gewässergüte
Bis vor wenigen Jahrzehnten war die Schwesnitz durch Abwässer aus Industriebetrieben in Rehau (u. a. Lederherstellung) stark belastet, heute weist sie aber wieder eine gute Wasserqualität auf.

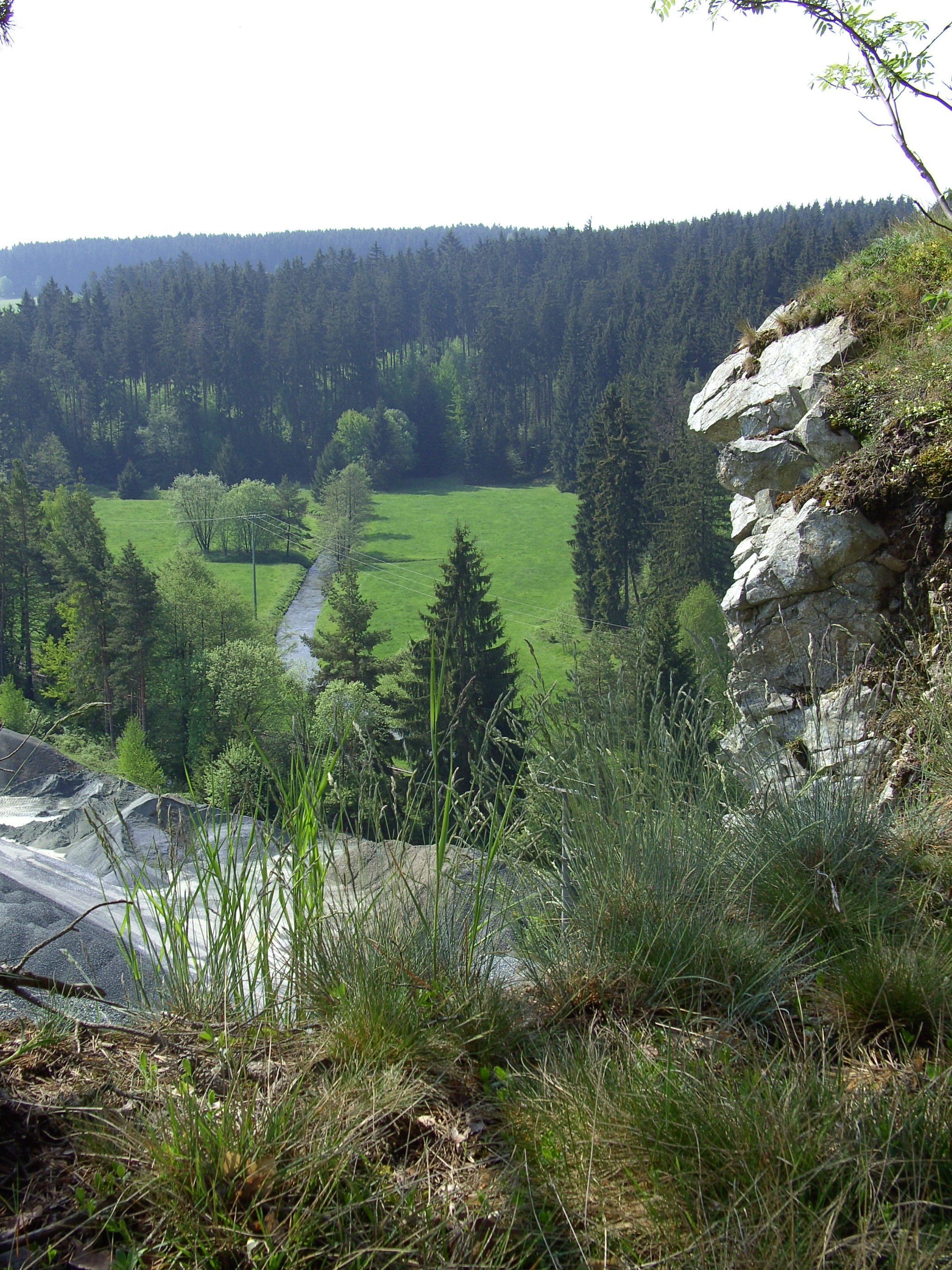
Blick ins Schwesnitztal von der Wojaleite
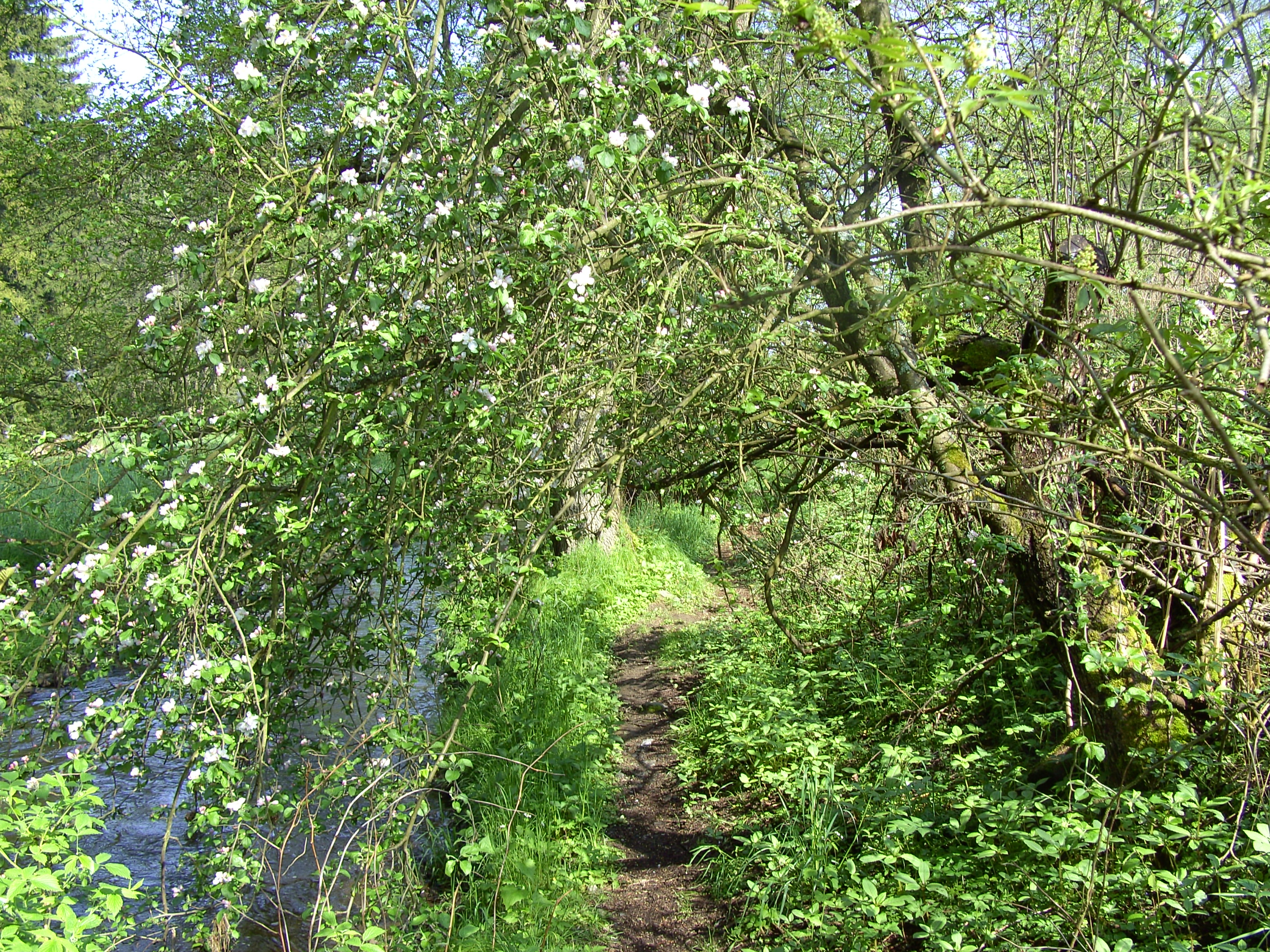
Wanderpfad entlang der Schwesnitz zwischen Wurlitz und Oberkotzau